# Heinrich Schüchtermann

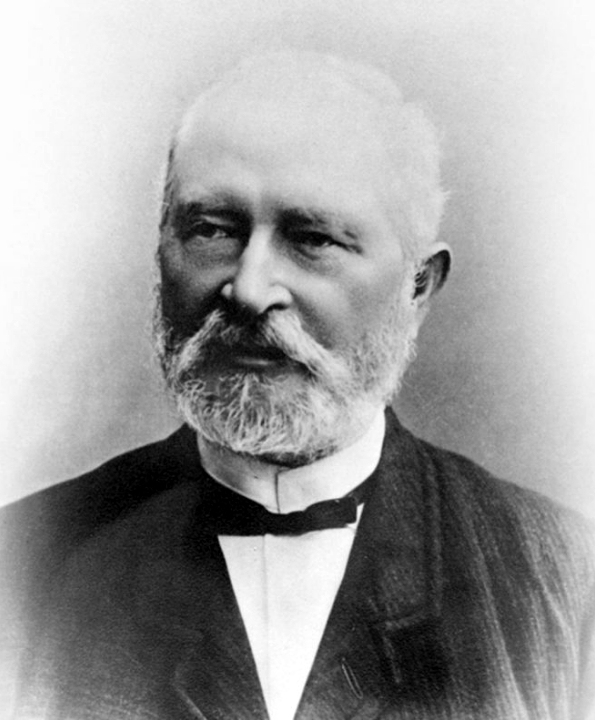
Heinrich Schüchtermann
(Datum unbekannt)

Heinrich Schüchtermann (* 20. Oktober 1830  in Recklinghausen; † 20. April 1895 in Montreux) war ein deutscher Unternehmer und Stifter.

## Leben und Wirken

### Familie und Nachlass
Schüchtermann war verheiratet mit Antoinette geb. Schiller (1835–1900). Das kinderlose Ehepaar gründete 1894 die bis heute existierende Schüchtermann-Schiller'sche Familienstiftung, die nach Antoinette Schüchtermanns Tod das ganze beträchtliche Vermögen erbte.

### Berufliche Laufbahn
Heinrich Schüchtermann arbeitete zunächst als selbständiger Uhrmacher in Dortmund.
1870 gründete er gemeinsam mit dem Ingenieur Carl Joseph Kremer, einem entfernten Verwandten, das Maschinenbau-Unternehmen Gewerkschaft Schüchtermann & Kremer, das sich zu einem wichtigen Zulieferer des Ruhrbergbaus entwickelte. Die Maschinenfabrik produzierte z. B. Kohleaufbereitungs- und Kokerei-Maschinen, Dampfmaschinen, Maschinen für Brikettfabriken, Filter, Turbinen, Pumpen, Ventilatoren und Stahlkonstruktionen für den Bergbau.
1872 erwarben Schüchtermann, Friedrich Vohwinkel und andere Gesellschafter den stagnierenden Salinen- und Kurbetrieb in Bad Rothenfelde und gründeten die Rothenfelder Saline AG, deren Vorstand er bis zu seinem Tod angehörte.

### Weitere Engagements
Neben seinem unternehmerischen Wirken engagierte sich der Katholik Heinrich Schüchtermann auch sozial und politisch.
Schüchtermann trug 1884 durch eine Immobilien-Schenkung maßgeblich zur Gründung des katholischen, jedoch überkonfessionell arbeitenden St.-Josefinen-Stifts bei, das unter der Leitung von Nonnen arbeitslosen Dienstmägden Unterkunft gewährte, schulentlassenen Mädchen Hand- und Hausarbeitsunterricht erteilte, Armen- und Krankenpflege betrieb, eine Armenküche und ein Asyl für arbeitsunfähige Frauen unterhielt. Später dehnte das St.-Josefinen-Stift seine Tätigkeit aus und richtete eine Speiseanstalt für Arbeiter ein. Es besteht bis heute, inzwischen als Teil der Katholischen St.-Johannes-Gesellschaft Dortmund gGmbH.
Schüchtermann engagierte sich in mehreren Gremien für die Anbindung Dortmunds an das preußische Kanalnetz (Dortmund-Ems-Kanal) und wurde am 29. Dezember 1890 zum ehrenamtlichen Stadtrat gewählt.
Die Gewerkschaft Schüchtermann & Kremer in Dortmund und ihre 100-prozentige Tochter Aufbereitung AG in Essen wurden 1927 mit der Maschinenfabrik Baum AG in Herne zur Schüchtermann & Kremer-Baum Aktiengesellschaft für Aufbereitung fusioniert, deren Aktienmehrheit die Schüchtermann-Schiller'sche Familienstiftung hielt.

## Auszeichnungen

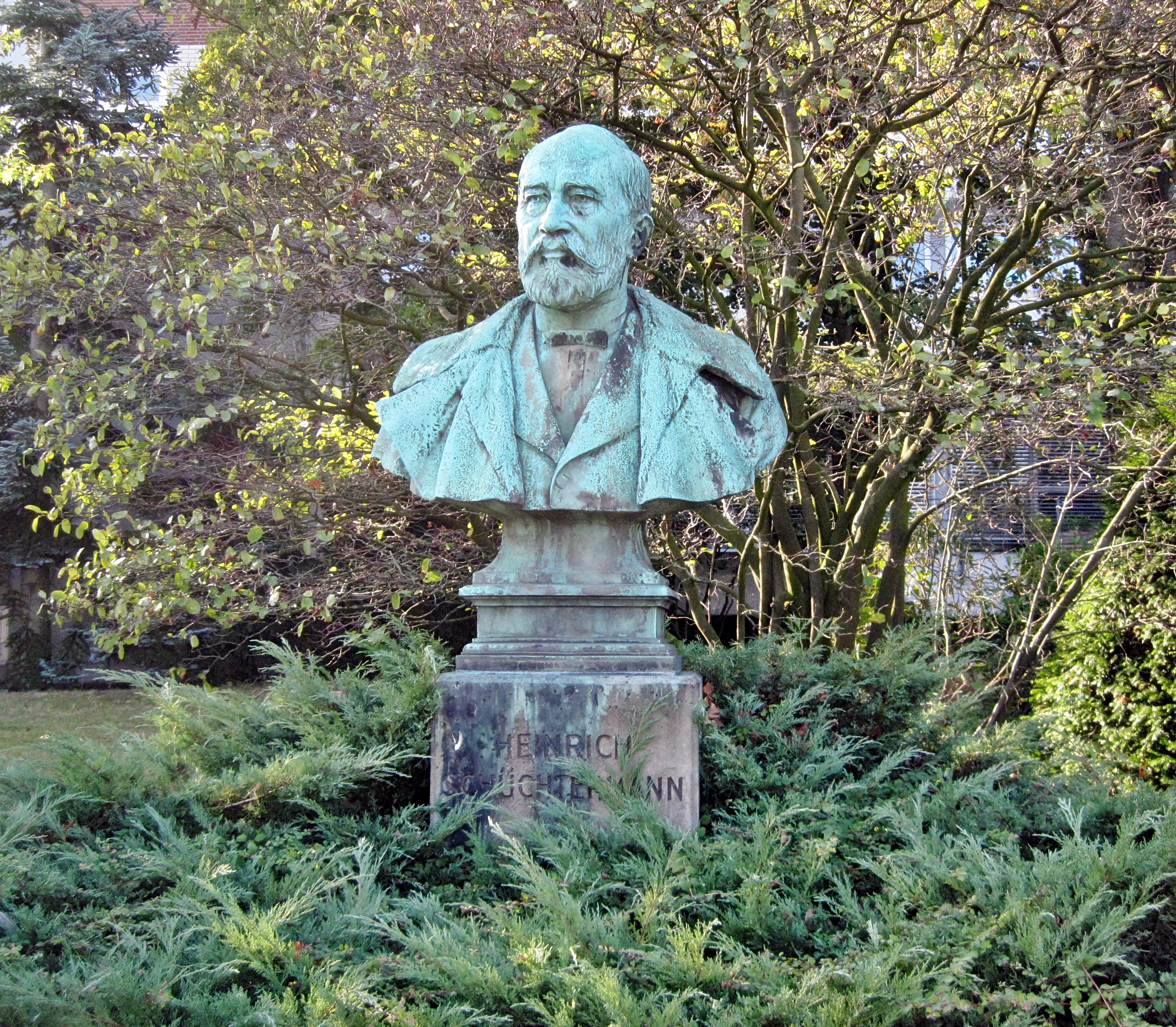
Schüchtermann-Büste in Bad Rothenfelde

Heinrich Schüchtermann wurde 1893 für sein soziales Engagement mit dem Ehrentitel Kommerzienrat ausgezeichnet.
1899 setzte die Stadt Dortmund Schüchtermann ein Denkmal. Das als Brunnen gestaltete Schüchtermann-Denkmal des Bildhauers Gerhard Janensch steht auf dem Ostwall – nahe beim damaligen Oberbergamt, dem späteren Museum am Ostwall. Nach einem Sturmschaden im Jahr 2007 wurde das Denkmal durch den Dortmunder Steinmetzmeister André Faure instand gesetzt. Die seitlichen Brunnenbecken liegen jedoch seit Jahren trocken.
Bad Rothenfelde würdigte ihn mit einem Denkmal, das ebenfalls von Janensch geschaffen wurde.
Die 1973 eröffnete Schüchtermann-Klinik in Bad Rothenfelde wurde nach ihm benannt, sie wird von der Schüchtermann-Schiller'schen Familienstiftung unterhalten.

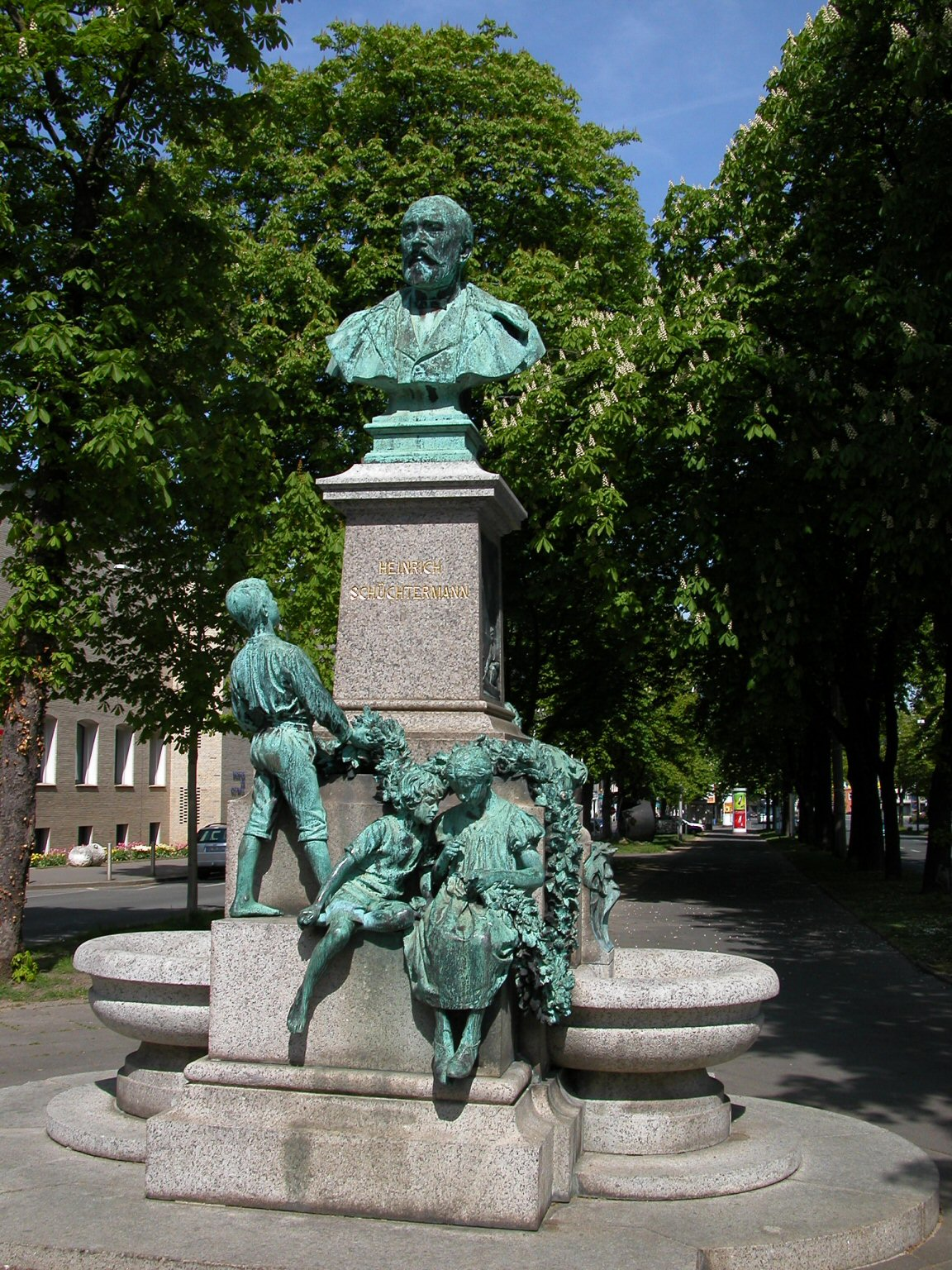
Schüchtermann-Denkmal in Dortmund
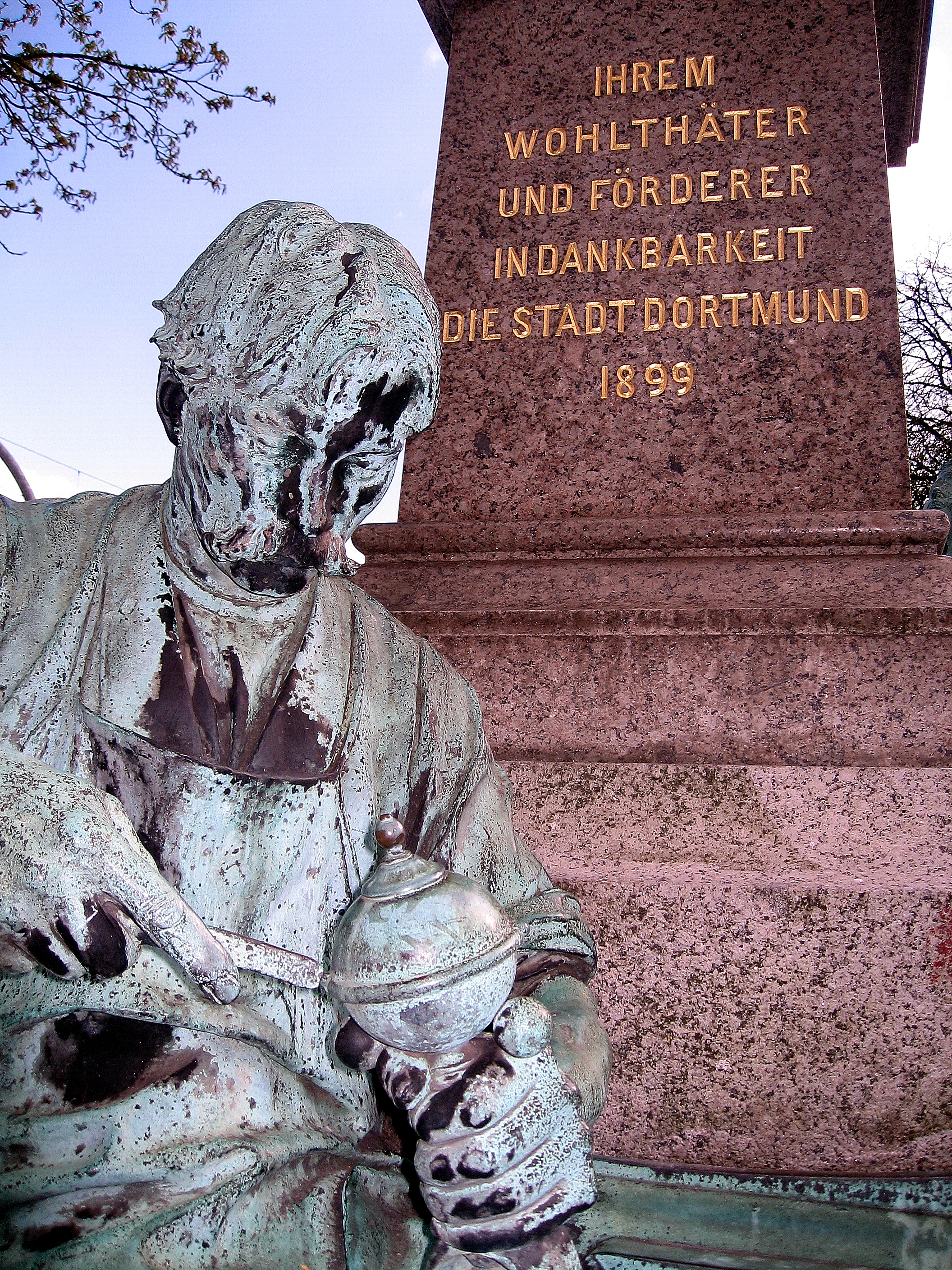
Schüchtermann-Denkmal in Dortmund (Inschrift und Skulptur an der Rückseite)
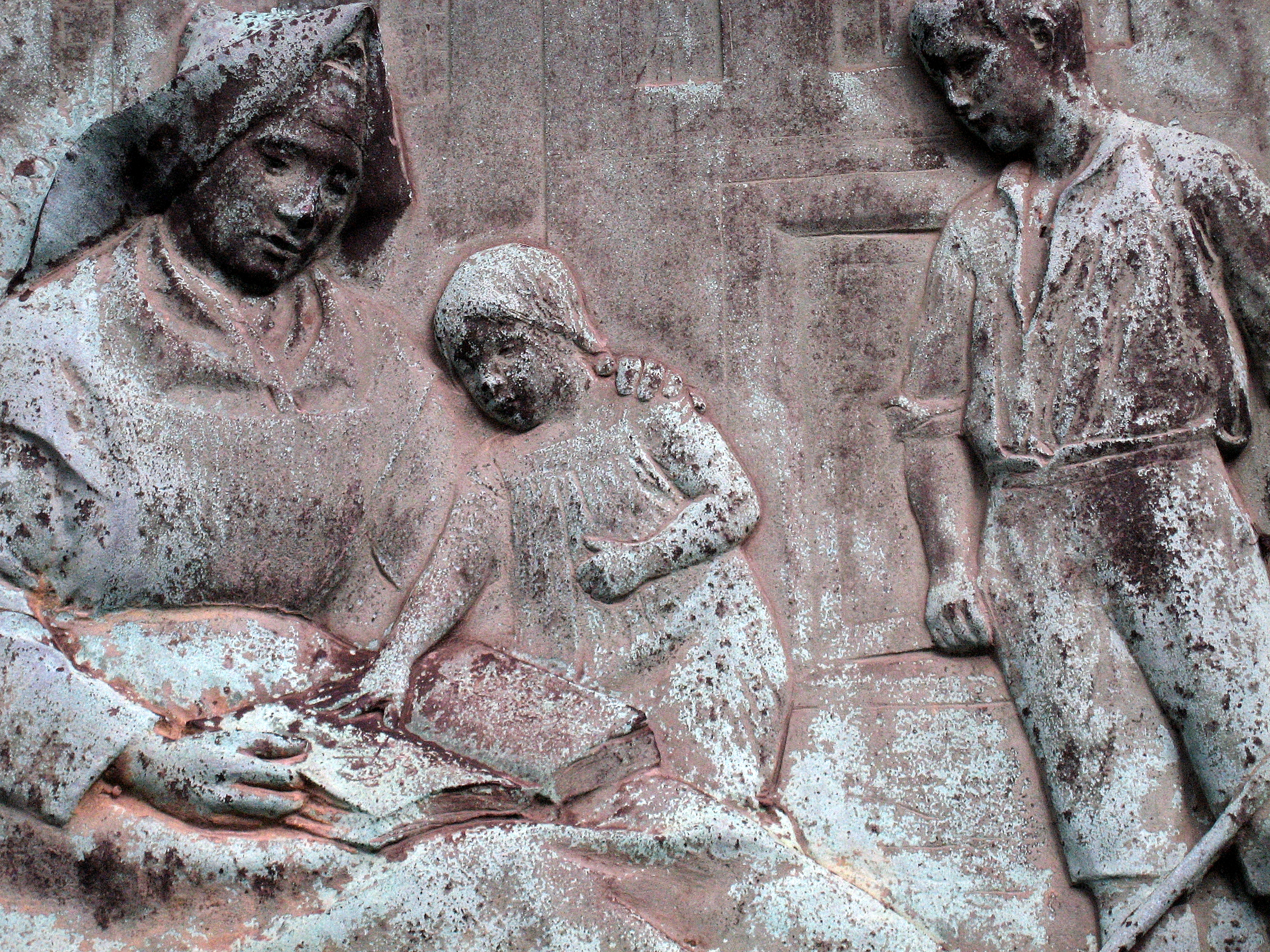
Schüchtermann-Denkmal in Dortmund (Ausschnitt eines seitlichen Reliefs)
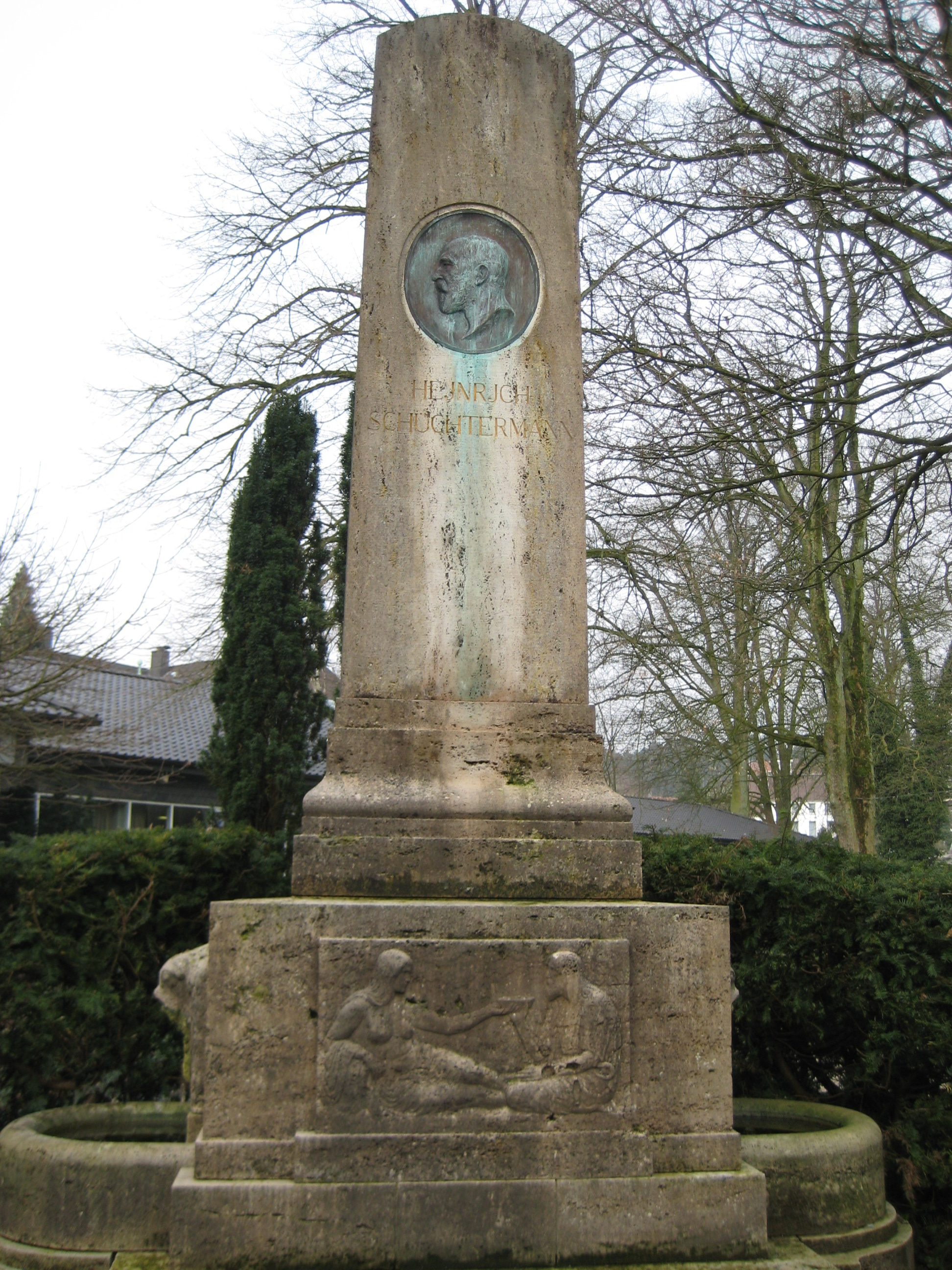
Schüchtermann-Denkmal in Bad Rothenfelde